# Кей Браун
Кей Браун (1932–2012) — афроамериканська художниця, письменниця, перша жінка, якій було присвоєно членство в Колективі художників Weusi. Колектив Weusi був заснований в 1965 році, повністю складався з чоловіків. Той факт, що вона була єдиною жінкою-членом цього колективу, надихнув її шукати шляхи для презентації темношкірих художниць. Її визнають однією із засновниць колективу жіночих художників Where We At Black у Нью-Йорку. Роботи Браун заслуговують на те, що вони представляли проблеми, які торкнулися світової спільноти чорних через її змішані колажі та відбитки. Робота Брауна була представлена на виставці «Ми хотіли революції» в Бруклінському музеї.

## Виставки
- Чорнота в кольорі: візуальні вирази руху «Чорні мистецтва», 1960-теперішній час, Художній музей Герберта Ф. Джонсона, Корнельський університет, серпень — жовтень 2000 р.
- Трансформації: Жінки в мистецтві 70-80-х, Нью-Йоркський Колізей, 5–9 березня 1981 р
- Ми хотіли революції: Чорні радикальні жінки, 1965-85, Бруклінський музей, 21 квітня — вересень 2017 р.
- Arroyo Arts Collective: Discovery Arts Pop-Up, Лос-Анджелес, 10 листопада 2018 — 01 грудня 2018